# Urszulewo (gmina Rogowo)
Urszulewo – osada leśna w Polsce położona w województwie kujawsko-pomorskim, w powiecie rypińskim, w gminie Rogowo.
W latach 1975–1998 miejscowość administracyjnie należała do województwa włocławskiego.